# Xenogryllini
Xenogryllini is een geslachtengroep van rechtvleugeligen uit de familie krekels (Gryllidae). De wetenschappelijke naam van de geslachtengroep werd voor het eerst geldig gepubliceerd in 2004 door Robillard.

## Geslachten
De volgende geslachten zijn bij de geslachtengroep ingedeeld:
- Pseudolebinthus Robillard, 2006
- Xenogryllus Bolívar, 1890
  - = Dindymus Kirby, 1906
  - = Dionymus Brunner von Wattenwyl, 1893